# Ennetbirgische Vogteien

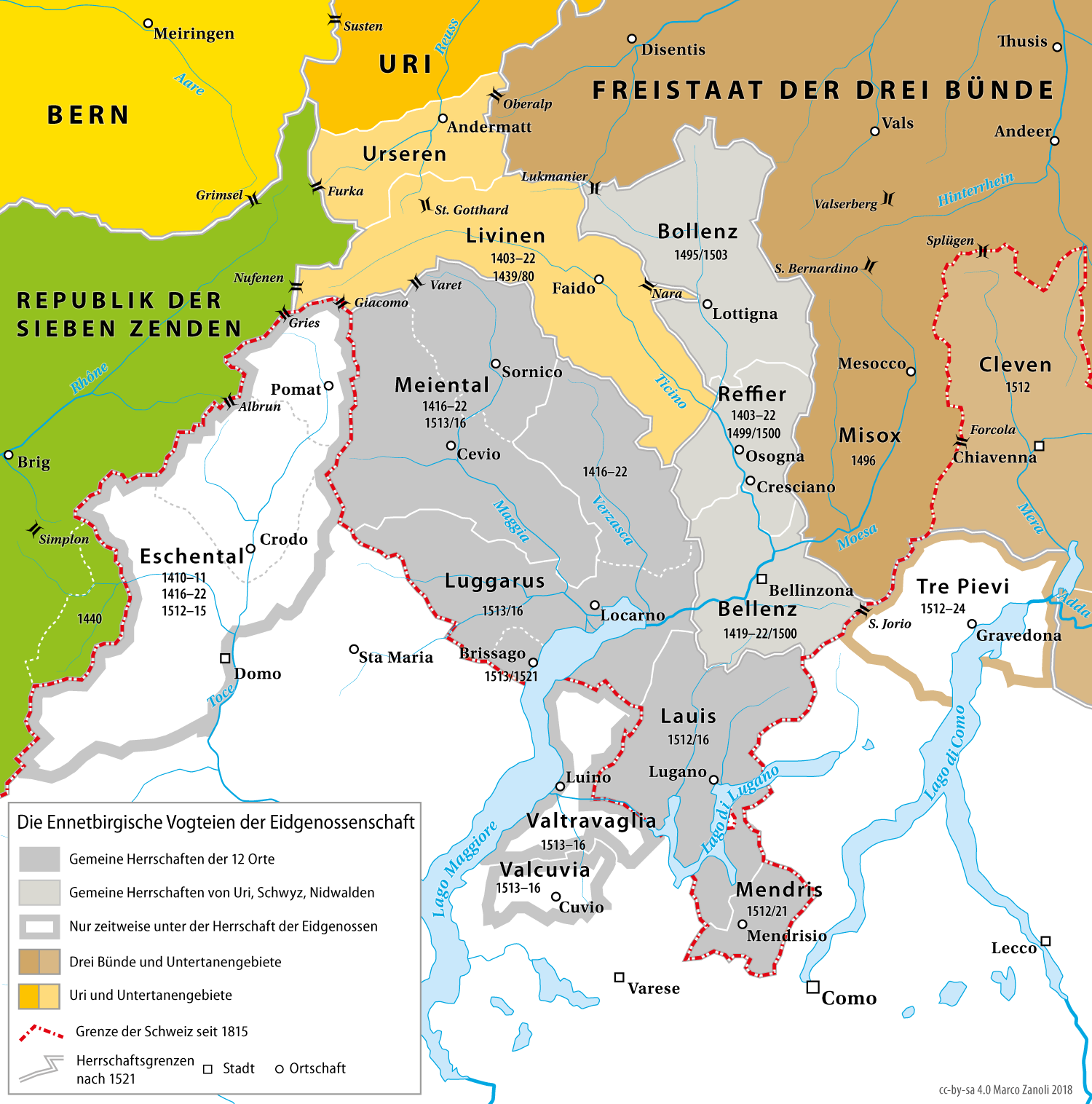
Karte der Ennetbirgischen Vogteien der Alten Eidgenossenschaft

Als ennetbirgische Vogteien oder welsche Vogteien bzw. italienische Vogteien bezeichnete man Vogteien auf dem Gebiet des heutigen Schweizer Kantons Tessin zur Zeit der Alten Eidgenossenschaft. Da diese auf der anderen Seite des Gotthards liegen, werden sie auch als «die Machtbereiche über den Bergen» bezeichnet.

## Zugehörigkeit
Die vier Vogteien Valle di Maggia, Locarno, Lugano und Mendrisio waren eine gemeine Herrschaft von zwölf der dreizehn alten Orte (ohne Appenzell).
Die drei Vogteien Bellinzona, Blenio und Riviera waren gemeinsames Eigentum von Uri, Schwyz und Nidwalden, während die Vogtei Leventina alleiniger Besitz von Uri war.
Diese Vogteien kamen zwischen 1403 und 1512 zur Schweizerischen Eidgenossenschaft. Sie bildeten 1798 nach der Ausrufung der Helvetischen Republik die Kantone Bellinzona und Lugano, ab 1803 den Kanton Tessin.
Nur vorübergehend unter eidgenössischer Herrschaft waren das Eschental, Luino sowie die Talschaften Cuvio und Val Travaglia. In den Wirren der Jahre 1512 bis 1516 wechselten die Talschaften oft die Hände. Frankreich nahm etwa 1515 das Eschental, Mendrisio und Balerna wieder von den Eidgenossen zurück. Da die Talschaften im Ewigen Frieden von 1516 nicht speziell erwähnt wurden, blieb ihre Zugehörigkeit zwischen der Eidgenossenschaft und Mailand strittig. 1521 gelangte dann Brissago und 1526 Mendrisio und Balerna endgültig an die Eidgenossenschaft. Kaiser Karl V. tauschte letztere gegen Luino, Cuvio und Travaglia ein.

## Bezeichnungen und Wappen der Vogteien (bis 1798)
Deutscher Name, in Klammern Namen in Italienisch:
- Bellenz (Bellinzona)
- Bollenz (Blenio)
- Lauis (Lugano)
- Livinen (Leventina)
- Luggarus (Locarno)
- Maiental (Vallemaggia)
- Mendris (Mendrisio)
- Reffier (Riviera)